# I Liceum Ogólnokształcące im. Karola Marcinkowskiego w Poznaniu

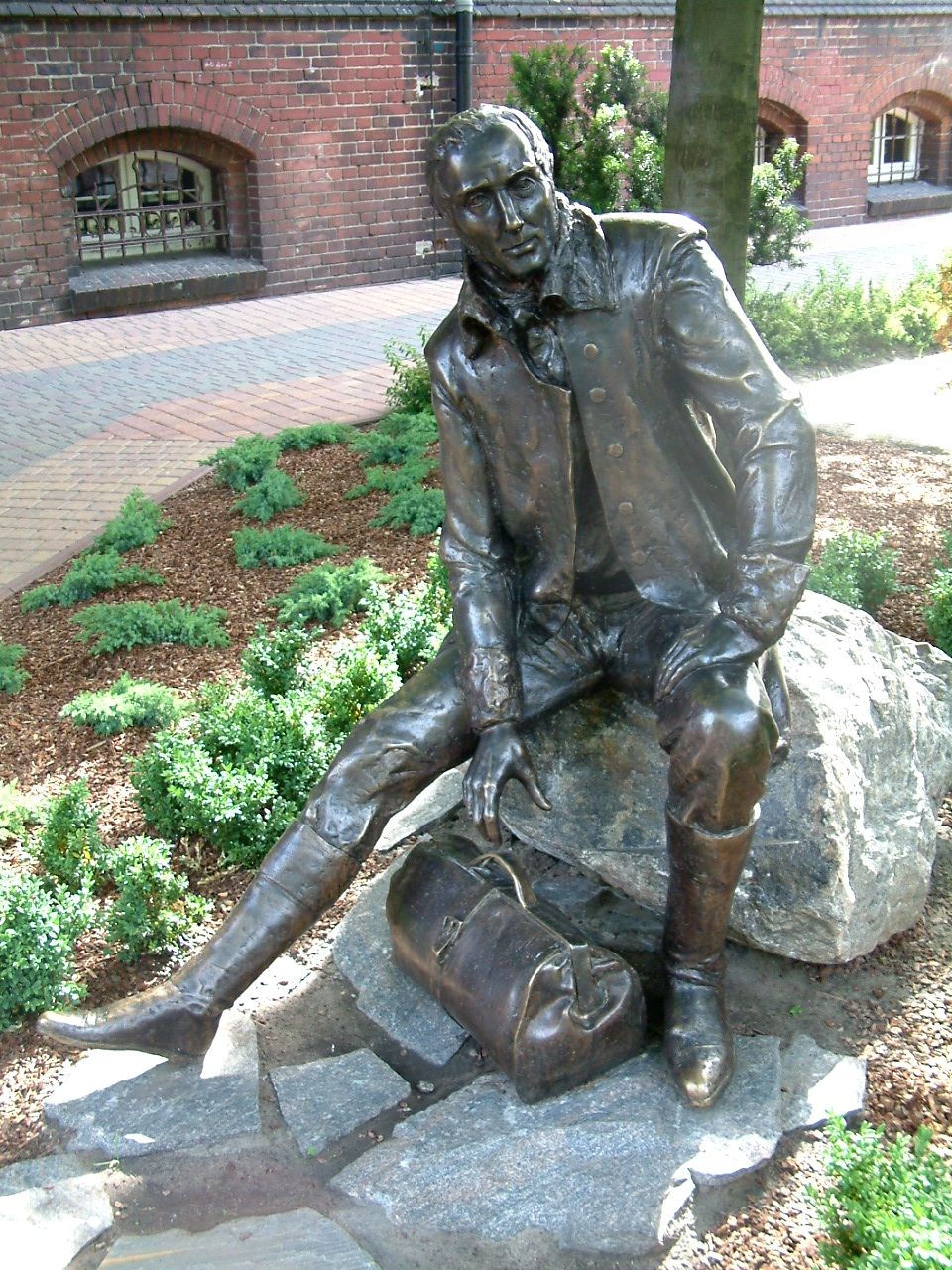
Pomnik Karola Marcinkowskiego przed wejściem do szkoły

I Liceum Ogólnokształcące im. Karola Marcinkowskiego, wchodzące wraz z I Liceum Ogólnokształcącym dla Dorosłych, a w latach 2001–2019 również Gimnazjum Dwujęzycznym im. Karola Marcinkowskiego, w skład Zespołu Szkół Ogólnokształcących nr 1 w Poznaniu – najstarsze państwowe liceum w Poznaniu, nazywane również Marcinkiem.
Zajmuje neogotycki budynek przy ul. Bukowskiej 16, wzniesiony w latach 1901–1903 dla niemieckiego Królewskiego Gimnazjum im. Augusty Wiktorii, którego powołanie miało służyć germanizacji terenów Wielkopolski. Po odzyskaniu przez Polskę niepodległości, 1 maja 1919 przemianowano je na polskie Państwowe Gimnazjum im. Karola Marcinkowskiego. W czasie II wojny światowej budynek zajmowały szpitale wojskowe, kolejno: niemiecki i radziecki. Z tego względu szkoła odzyskała swój gmach dopiero z końcem 1945 roku, choć lekcje wznowiono w innych budynkach jeszcze przed wyzwoleniem miasta. W latach 60. szkołę stowarzyszono w UNESCO i rozpoczęto w niej rozszerzone nauczanie języka francuskiego, od 1991 roku prowadzone przez sekcję dwujęzyczną.
Od początku istnienia polskiej instytucji funkcjonuje przy niej szczep harcerski „Błękitna Czternastka”, a od 1989 również, pełniące funkcję pomocniczą Stowarzyszenie Wychowanków Gimnazjum i Liceum im. K. Marcinkowskiego. Na przestrzeni lat szkoła wydawała liczne czasopisma, jest również organizatorem ogólnopolskiego festiwalu teatralnego oraz lokalnych konferencji TED.

## Historia

### Do 1919
W 1899 roku, niecieszący się poparciem współpracowników, ostatni przewodniczący rady gminy Jeżyce Johann Frydrychowicz wydzierżawił leżący u zbiegu ulic Bukerstrasse (ob. Bukowska) i Cesarzowej Wiktorii (ob. Grunwaldzka) plac, będący częścią Établissement pobliskiej Willi Flory. Odbyło się to bez zgody dotychczasowego właściciela Bolesława Szermera, który tym samym utracił majątek o wartości ok. 5 tys. marek. Nowy właściciel – kupiec Max Lohmeyer handlujący bicyklami zagospodarował ten teren na boisko do nauki jazdy na pojazdach dwukołowych. Zimą zamieniano je w lodowisko. Po przyłączeniu Jeżyc do Poznania w 1900 roku władze pruskie podjęły decyzję o wzniesieniu w tym miejscu niemieckiego gimnazjum państwowego, które w zamierzeniu zwiększyło liczbę szkół średnich na terenie miasta (pod koniec XIX w. było ich osiem, w tym trzy gimnazja męskie: katolickie św. Marii Magdaleny, ewangelickie Fryderyka Wilhelma i realne Gotthilfa Bergera) i stało się istotnym ośrodkiem germanizacji terenów Wielkopolski.
W sierpniu 1901 rozpoczęto budowę budynku według projektu niemieckiego architekta Fuchsa z Ministerstwa Robót Publicznych, kierującego również pracami budowlanymi. Budowę ukończono w kwietniu 1903, a uroczyste poświęcenie gmachu nastąpiło 16 kwietnia 1903. Do odzyskania przez Polskę niepodległości funkcjonowało w nim ośmioletnie gimnazjum męskie Königliches Auguste-Victoria Gymnasium (Królewskie Gimnazjum Augusty Wiktorii). Pierwszymi uczniami byli chłopcy przeniesieni z Gimnazjum im. Gotthilfa Bergera przy ul. Strzeleckiej. Stamtąd też do Marcinka przyszła część kadry nauczycielskiej i pierwszy dyrektor Moritz Friebe, pełniący swój urząd w latach 1903–1911. Jego następcą został Paul Schultze, pełniący swoją funkcję do 30 marca 1919. Językiem wykładowym był niemiecki, a większość uczniów miała narodowość niemiecką. Mniejszość w szkole stanowili natomiast Polacy i Żydzi. 49 polskich gimnazjalistów, z inicjatywy tych przeniesionych z Gimnazjum Bergera, w czasie zaborów działało w konspiracyjnym Towarzystwie Tomasza Zana, gdzie uczyli się m.in. historii Polski, języka polskiego, musztry i władania bronią. Liczba uczniów w pierwszym roku działalności niemieckiej placówki (1903/04) wynosiła 489 osób (w tym 237 przeniesionych z Gimnazjum Bergera), natomiast w ostatnim (1918/19) – 569.

### 1919–1945
1 kwietnia 1919 Komisariat Naczelnej Rady Ludowej mianował Antoniego Borzuckiego na pierwszego dyrektora Państwowego Gimnazjum im. Karola Marcinkowskiego. Miesiąc później, 1 maja zainaugurowano pierwszy rok szkolny. Tę datę oraz symboliczne rozbicie przez polskich uczniów czarnego orła pruskiego, znajdującego się nad bocznym wejściem do budynku od strony boiska uznaje się za oficjalne rozpoczęcie działalności polskiej placówki. Podobnie jak jej poprzedniczka, pozostała ośmioletnią szkołą męską. Naukę rozpoczęło wówczas 358 uczniów narodowości polskiej i 299 – niemieckiej. Mniejszość niemiecka została wówczas podzielona na osiem jednolitych i trzy mieszane klasy. Z 31 niemieckich nauczycieli okresu rozbiorów na stanowiskach pozostało zaledwie siedmiu, przez co początkowo część zajęć odbywała się jeszcze w języku niemieckim. Część pierwszych polskich profesorów sprowadzana została przez polskie władze oświatowe z terenów Galicji. Uroczysta inauguracja roku szkolnego 1919/1920 nastąpiła 1 września 1919 w auli szkolnej. Naukę wznowiło wówczas 677 osób (zajmując tym samym drugie miejsce po gimnazjum Marii Magdaleny, od 1928 roku – pozycję czołową). Pierwsze matury odbyły się w grudniu 1919. Do polskiego egzaminu przystąpiło wówczas zaledwie trzech uczniów, a w kolejnym roku – czterech. Niemieccy uczniowie i nauczyciele ostatecznie opuścili mury szkoły z początkiem roku szkolnego 1920/21. Wtedy też liczba zdających egzamin polskojęzyczny gwałtownie wzrosła.
W związku ze zbyt dużą liczbą uczniów w październiku 1920 konieczne stało się przeniesienie 6 klas do osobnego budynku przy ul. Matejki. Po ich ponownych przenosinach do kamienicy przy ul. Wyspiańskiego we wrześniu 1921 utworzono tam samodzielne Gimnazjum im. Ignacego Paderewskiego. Dla osób które w 1920 roku brały udział w wojnie polsko-radzieckiej w latach 1920–1923 szkoła zorganizowała osobny tok nauczania. Z tego też względu (mimo odseparowania 6 klas) w roku szkolnym 1921/22 do Marcinka uczęszczało 706 uczniów.
W okresie dwudziestolecia międzywojennego Marcinek obok Gimnazjum św. Marii Magdaleny był jedną z najlepszych poznańskich szkół średnich. Podstawą do przyjęcia absolwentów czteroletnich szkół podstawowych był egzamin wstępny. Liczba kandydatów w tym czasie wynosiła 3–5 osób na miejsce. Każdego roku do szkoły uczęszczało około 450 uczniów uczonych średnio przez 30–40 nauczycieli. Przeważnie byli to mężczyźni (w całym okresie międzywojennym szkoła zatrudniła tylko dwie nauczycielki), często pracujący równolegle na Uniwersytecie Poznańskim. Funkcjonowały wówczas dwa profile klas: klasyczny i humanistyczny. Duży nacisk kładziono na naukę języka polskiego oraz innych języków obcych (w tym greki i łaciny). Tygodniowy wymiar zajęć, przy sześciu dniach nauki, nie przekraczał trzydziestu godzin. Większość społeczności uczniowskiej wywodziła się wówczas z inteligencji pracującej. W 1928 roku czesne wynosiło 110 złotych za półrocze, a trzy lata później już o 40 zł więcej. W przypadku problemów materialnych lub dobrych wyników w nauce niektórzy uczniowie byli zwalniani z uiszczania opłat.
Od 1919 przy szkole funkcjonuje szczep harcerski Błękitna Czternastka. 7 grudnia 1923 założono skupiające absolwentów i ich rodziny Towarzystwo Przyjaciół Gimnazjum im. Karola Marcinkowskiego, mające na celu wsparcie finansowe uczniów i doposażenie sal lekcyjnych. W 1921 rozpoczął działalność gabinet lekarski (prowadzony długookresowo przez Jana Adamskiego), a 8 lat później zakład dentystyczny. W pierwszych latach funkcjonowania polskiej szkoły wprowadzono nieobowiązkowe mundurki szkolne w postaci brązowej rogatywki z fioletowym otokiem i srebrnym (gimnazjum) lub złotym (liceum) sznurkiem. W połowie lat 30. XX wieku wprowadzono jednolite, obowiązkowe mundurki. Dla czteroletniego gimnazjum był to granatowy strój z niebieskimi wypustkami i tarczą z numerem 780 na niebieskim tle oraz granatowa czapka z niebieskim otokiem. W ubiorze licealistów barwę niebieską zastąpiono kolorem bordowym.
W 1938 przeprowadzono ostatnią maturę ośmioletniego cyklu nauczania. W kolejnym roku matura odbyła się już w cyklu sześcioletnim (czteroletnie gimnazjum i dwuletnie liceum, zwieńczone kolejno małą i dużą maturą). W roku szkolnym 1937/38 do szkoły uczęszczało 480 uczniów. Wybuch II wojny światowej spowodował przerwę w jej pracy. Na skutek działań wojennych i represji okupantów zginęło 14 przedwojennych nauczycieli oraz 119 wychowanków (w tym 10 absolwentów gimnazjum niemieckiego). W czasie wojny pomieszczenia budynku służyły początkowo jako niemieckie koszary wojskowe, następnie szpital wojskowy, a od lutego 1945 lazaret Armii Czerwonej.

### Po 1945
Funkcjonowanie placówki w przedwojennym systemie organizacyjnym jako Gimnazjum i Liceum im. Karola Marcinkowskiego wznowiono 15 lutego 1945 roku, jeszcze w trakcie walk o miasto. Była to pierwsza szkoła w Poznaniu, która po II wojnie światowej wznowiła swoją działalność. Powołano wówczas przedwojennego polonistę (pracującego w Marcinku oraz Gimnazjum św. Marii Magdaleny) Czesława Latawca na stanowisko pierwszego dyrektora. Pełnił tę funkcję do swojego przeniesienia do Kuratorium 30 kwietnia 1945. Informację o wznowieniu nauki rozwieszano na ręcznie pisanych kartkach, rozwieszanych w mieście przez uczestników tajnych kompletów w czasie wojny. W ciągu pierwszych kilku dni zgłosiło się około 700 kandydatów, z czego ostatecznie przyjęto 509 osób. Początkowo, ze względu na funkcjonowanie szpitala radzieckiego w gmachu przy ul. Bukowskiej, lekcje odbywały się w budynkach kolejno przy ulicach Jarochowskiego, Matejki, Mylnej i Różanej.
Uroczyste rozpoczęcie roku szkolnego, zainaugurowane mszą w Kościele Matki Boskiej Bolesnej przy ulicy Głogowskiej, nastąpiło w czwartek 1 marca 1945. Ze względu na brak auli w budynku przy ul. Jarochowskiego, odbyło się ono w sali gimnastycznej w pobliżu Parku Wilsona. Każdorazowa przeprowadzka wiązała się z przenoszeniem przez uczniów sprzętów szkolnych, przechowywanych przez dwóch woźnych w czasie wojny w drewnianych szopach na terenie szkoły. Lekcje przy ul. Matejki odbywały się w godzinach 6:30–11:00, tak by następnie mogły wejść tam uczennice II LO. Jeszcze przed przenosinami na ul. Różaną uczniowie pod oknami ówczesnej siedziby kuratorium zorganizowali marsz z transparentem I Wędrowne Gimnazjum i Liceum w Poznaniu. Szkoła odzyskała własny budynek dopiero w grudniu 1945. Wymagał on jednak wysprzątania i wstawienia powybijanych w trakcie wojny okien. Naukę wznowiono ostatecznie po feriach zimowych. Ostatnią przeprowadzką kierował Feliks Załachowski – przedwojenny dyrektor placówki, który ostatnie lata wojny spędził w obozie koncentracyjnym, powracając na swoje stanowisko we wrześniu 1945.
Początkowo, by nadrobić czas wojny, naukę dla „opóźnionych” roczników realizowano w trybie przyspieszonym: materiał dwuletniego liceum omawiano w ciągu jednego roku. Wówczas do szkoły uczęszczali nawet 25-latkowie. Pierwsze powojenne egzaminy maturalne odbyły się w dniach 4–9 kwietnia 1945, kolejne w lipcu 1945 oraz styczniu i czerwcu 1946. W powojennym Marcinku istniały trzy profile klas: humanistyczny, matematyczno-fizyczny oraz matematyczno-przyrodniczy. W roku szkolnym 1945/46 do szkoły uczęszczało 610 osób. Od tego czasu większość społeczności uczniowskiej stanowiła młodzież z rodzin inteligenckich. W latach powojennych nie przykładano większej wagi do ubioru uczniów. Obowiązkowy mundurek próbowano nieskutecznie przywrócić jeszcze pod koniec lat 50. XX wieku. 30 października 1945 reaktywowano Błękitną XIV, a 7 listopada 1946, w setną rocznicę śmierci Karola Marcinkowskiego, ufundowano nowy sztandar szkoły. Po rozwiązaniu ZHP w 1949 roku, ponownie reaktywowano szczep dopiero w styczniu 1957. W 1967 rozpoczęto tradycję corocznych, odbywających się w ostatnią sobotę września, rajdów do Dąbrówki Ludomskiej – miejsca śmierci patrona. Od 1969 ich organizacją zajmowała się Błękitna XIV.
Od 1948 rozpoczęto nauczanie w trybie czteroletniego liceum ogólnokształcącego (następującego po siedmioletniej szkole podstawowej). Wtedy też przybrało ono funkcjonującą do dziś nazwę I Liceum Ogólnokształcące im. Karola Marcinkowskiego. Od 1956 ma ono status szkoły ćwiczeń Uniwersytetu im. Adama Mickiewicza, a od 1964 wchodzi w skład Stowarzyszenia Szkół UNESCO. W roku szkolnym 1962/63, z inicjatywy dyrektora Ludwika Grai, w niektórych klasach wprowadzono rozszerzone nauczanie języka francuskiego. W roku szkolnym 1967/68, wraz z pierwszymi uczniami po ośmioletniej szkole podstawowej, do Marcinka po raz pierwszy przyjęto również dziewczęta, które od tego czasu stanowią zdecydowaną większość społeczności uczniowskiej. Wtedy też rozpoczęto wprowadzanie nowej numeracji klas I–IV (w miejsce dawnych VIII–XI). W związku z wyżem demograficznym lat 60. i 70. XX wieku w roku szkolnym 1973/74 zanotowano rekordową liczbę uczniów: 1055 osób w 28 oddziałach.
Działający od powstania szkoły Samorząd Uczniowski zainicjował w 1981 roku rozwieszenie krzyży w salach lekcyjnych. W 1991 utworzono z inicjatywy dyrektora Marka Rybarczyka, istniejącą do dziś, sekcję dwujęzyczną polsko-francuską. Nauczanie odbywało się w cyklu czteroletnim, poprzedzonym klasą zerową z 20 lekcjami języka francuskiego w tygodniu. W 2001 działalność rozpoczęło Gimnazjum Dwujęzyczne im. Karola Marcinkowskiego z językiem francuskim, które przejęło funkcję klasy „0”. Wtedy też utworzono Zespół Szkół Ogólnokształcących nr 1, w którego skład weszło nowo powstałe gimnazjum dwujęzyczne, liceum ogólnokształcące oraz istniejące od lat 40. XX wieku liceum dla dorosłych. Rok później rozpoczęto nauczanie w trzyletnim cyklu licealnym. W związku z reformą oświaty z 2017 roku od września 2019 postanowiono powrócić do systemu sprzed 2001, tj. czteroletniego liceum poprzedzonego francuskojęzyczną klasą wstępną. W latach 1919–2014 mury szkoły opuściło 12 706 absolwentów, w tym 1266 osób w okresie międzywojennym.

### Jubileusze
W 1959 odbyły się, połączone z I Zjazdem Absolwentów, obchody 40-lecia istnienia szkoły. Były to jedne z pierwszych takich wydarzeń w Polsce po II wojnie światowej. Dziesięć lat później – w dniach 19–20 kwietnia 1969 – ponownie połączono II Zjazd z obchodami 50-lecia szkoły oraz 25-lecia Polski Ludowej. Wzięło w nich udział ponad 1000 osób. Ze względu na stowarzyszenie szkoły w UNESCO, 28 października 1970 w auli odbyła się uroczysta akademia z okazji 25-lecia ONZ. W 1979, z okazji obchodów 60-lecia szkoły, ufundowano jej nowy sztandar. Obchody 70-lecia połączono z III Zjazdem Absolwentów, dotychczas największym (ponad 3000 uczestników). Były to pierwsze uroczystości organizowane przez Stowarzyszenie Wychowanków. Od tego czasu odbywają się one z jego inicjatywy regularnie co pięć lat. Od 1995 Stowarzyszenie organizuje również w drugą sobotę maja coroczne spotkania z okazji pełnych, pięcioletnich rocznic egzaminów maturalnych. Obchody 80-lecia w dniach 14–15 maja 1999 uczczono koncertem zespołu Elektryczne Gitary na boisku szkolnym. Z kolei obchody 90-lecia w dniach 15–16 maja 2009 zwieńczono czterogodzinnym koncertem zespołu Dżem. Obchody 85-lecia odbyły się w dniach 14–15 maja 2004, a 95-lecia – 10 maja 2014. Obchody stulecia zaplanowano na 17 i 18 maja 2019.

## Architektura
Kompleks budynków szkoły zajmuje działkę o powierzchni 1200 m² w trójkącie ulic Bukowskiej, Grunwaldzkiej i Szylinga w sąsiedztwie ogrodu zoologicznego. Neogotycki dwupiętrowy budynek główny z czerwonej cegły posiada przy elewacjach bocznych dwie niższe przybudówki. Początkowo jedna z nich (południowa) stanowiła mieszkanie dyrektora, a drugą (północną) przeznaczono na dom woźnego. Układ wnętrza jest półtoratraktowy, z salami lekcyjnymi umieszczonymi od strony boiska. Przekryty neogotyckim, gwiaździstym sklepieniem hall na parterze okalają umieszczone po obu stronach dwie obszerne klatki schodowe, prowadzące do auli. Toalety pierwotnie znajdowały się w oddzielnym, podłużnym budynku po zachodniej stronie głównego gmachu i połączone były z nim dwoma podcieniowymi łącznikami. W latach późniejszych dobudowano do budynku głównego pion kanalizacyjny. W północno-wschodnim narożniku działki usytuowano oddzielny budynek sali gimnastycznej z przylegającym do niej od południa ogródkiem botanicznym. Centralną część działki zajmowało żwirowe boisko. Teren na południe od gmachu szkoły oraz ten od strony wejścia głównego zagospodarowano na małe zieleńce.
Centralną, wyniesioną ku górze i zwieńczoną wieżą z zegarem i platformą do obserwacji astronomicznych część drugiego piętra stanowi przekryta ozdobnym drewnianym wieszarowym stropem aula o powierzchni 326 m², wyposażona pierwotnie w mały ołtarz i emporę z organami. Służyły one do odprawiania nabożeństw przed uroczystościami szkolnymi. W 1929 w auli dobudowano scenę, na której w tym samym roku prezentowano spektakle w ramach Powszechnej Wystawy Krajowej. Po 1945 roku przeniesiono ją pod południową ścianę pomieszczenia, zasłaniając tym samym jedno z wejść.
W latach 60. XX wieku na małym boisku wzniesiono nowe pawilony lekcyjne. W związku ze zwiększeniem liczby uczniów, w latach 1974–1978 przeprowadzono kapitalny remont budynku. Zwiększono wówczas liczbę pracowni przedmiotowych, zorganizowano centralną szatnię i bibliotekę, wymieniono instalacje centralnego ogrzewania, wodno-kanalizacyjną i elektryczną oraz przeniesiono pokój nauczycielski, sekretariat i pomieszczenia dyrekcji do południowej przybudówki budynku głównego. W 1988 utworzono pierwszą w szkole pracownię komputerową, a kolejną – w 2003 roku.
W 2002 roku zrekonstruowano główne drzwi wejściowe do budynku, będące wierną kopią drzwi pierwotnych. W 2004 wyremontowano dach gmachu głównego. Wtedy też zaczął na nowo działać umieszczony na wieży zegar. W 2007 roku na północnej, głównej elewacji budynku od strony ul. Bukowskiej, na wysokości około 8 metrów umieszczono podświetlany aluminiowy napis Gimnazjum i Liceum im. Karola Marcinkowskiego o wysokości 60 centymetrów. Odnowiono wtedy również witraże w oknach auli szkolnej. W latach 2009–2011 przeprowadzono remont budynku sali gimnastycznej. Przywrócono mu wówczas jego pierwotny charakter architektoniczny i odrestaurowano wnętrza. We wrześniu 2013 przeprowadzono gruntowny remont auli – wymieniono parkiet, położono boazerię i przemalowano ściany.

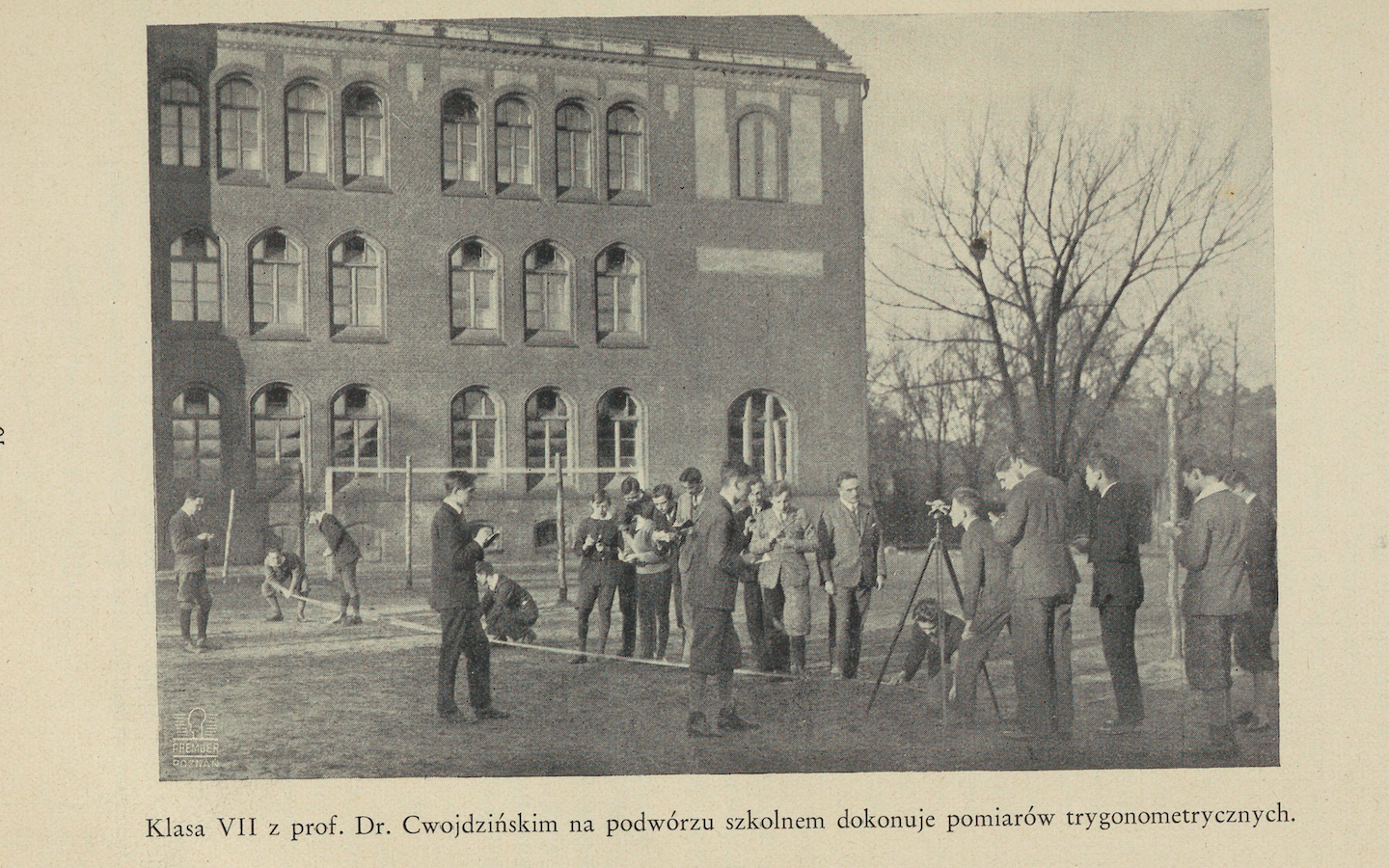
Boisko szkolne i uczniowie odbywający praktyki około 1929

### Miejsca pamięci

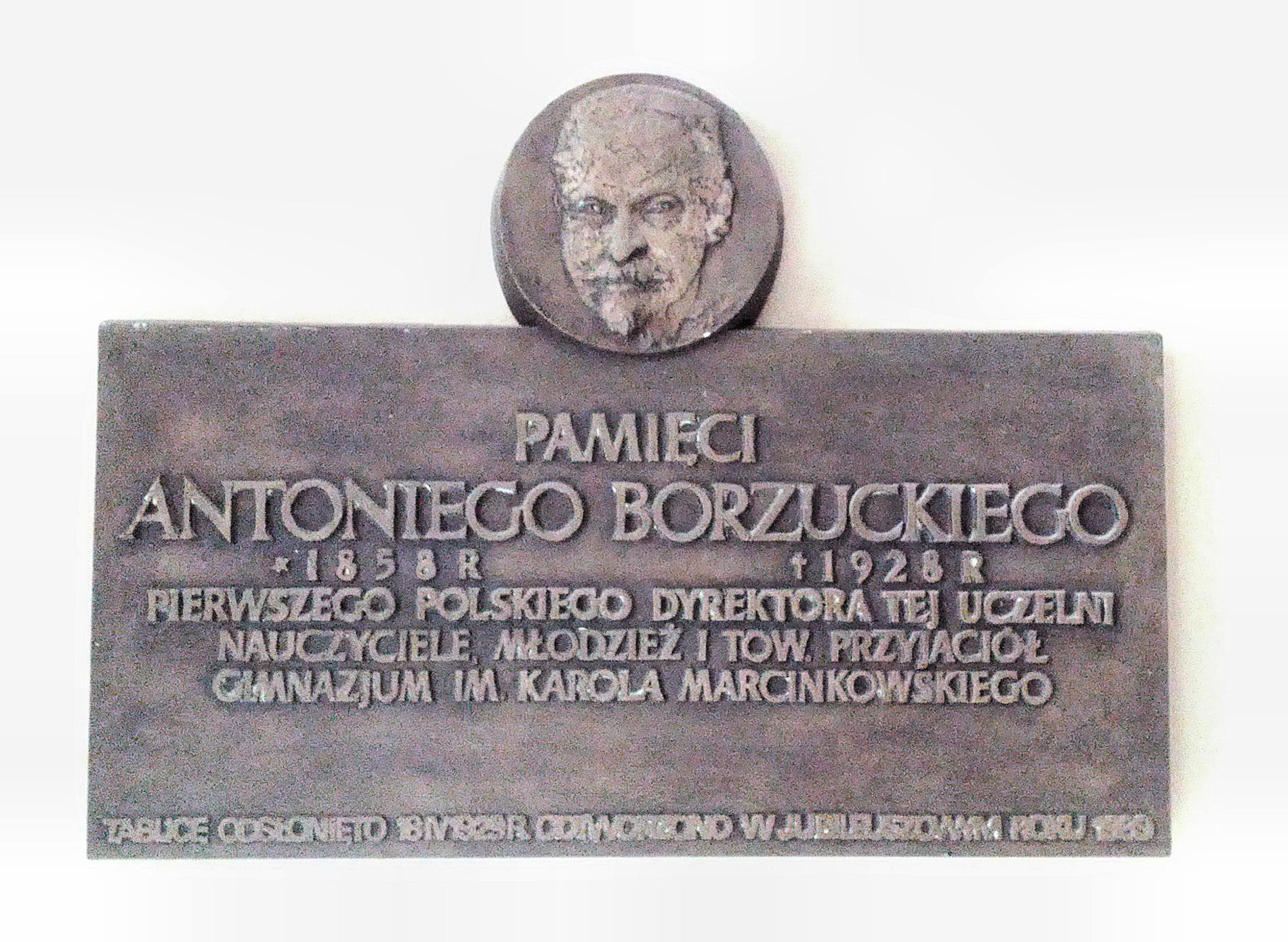
Zrekonstruowana w 1989 roku tablica pamiątkowa, upamiętniająca pierwszego dyrektora szkoły

26 marca 1925 roku w budynku uroczyście odsłonięto popiersie patrona autorstwa nauczyciela rysunku Aleksandra Korpala. 18 kwietnia 1929 roku odsłonięto tablicę pamiątkową tego samego autora, poświęconą zmarłemu rok wcześniej pierwszemu dyrektorowi szkoły Antoniemu Borzuckiemu. Została ona zdemontowana i zniszczona przez Niemców w czasie II wojny światowej. W ramach obchodów 50-lecia szkoły w 1969 roku w hallu głównym odsłonięto tablicę autorstwa Ireny Rosińskiej, upamiętniającą nauczycieli i wychowanków poległych i pomordowanych w latach 1939–1945. Z okazji 70-lecia odsłonięto tam również zrekonstruowaną tablicę pamiątkową ku czci Antoniego Borzuckiego.
14 maja 2005 przed wejściem głównym odsłonięto jeden z dwóch poznańskich pomników Karola Marcinkowskiego według projektu Wiesława Koronowskiego. 10 maja 2008, w ramach jubileuszowych spotkań roczników maturalnych, w ogródku przed wejściem do budynku odsłonięto głaz z płytą pamiątkową tego samego autorstwa, poświęconą Stefanowi Borsukiewiczowi – absolwentowi szkoły, zmarłemu w trakcie II wojny światowej poecie. 11 maja 2013 odsłonięto kolejny głaz pamiątkowy autorstwa Wiesława Koronowskiego i Jarosława Boguckiego. Poświęcono go Janowi i Stefanowi Kasznicom – absolwentom Marcinka, żołnierzom walczącym w II wojnie światowej. Pierwszy z nich poległ w kampanii wrześniowej, drugi był ostatnim Komendantem Głównym Narodowych Sił Zbrojnych, skazanym i straconym przez reżim komunistyczny w 1948 roku.

## Osoby związane ze szkołą

### Dyrektorzy

#### Dyrektorzy niemieccy
1. Moritz Friebe (1903–1911)
2. Paul Schultze (1911–1919)

#### Dyrektorzy polscy
1. Antoni Borzucki (1919–1928)
2. Andrzej Wantuch (1928–1934)
3. Tadeusz Adamczyk (1934–1935)
4. Władysław Skarbiński (1936–1938)
5. Feliks Załachowski (1938–1939)
6. Czesław Latawiec (1945)
7. Brunon Czajkowski (1945)
8. Feliks Załachowski (1945–1947)
9. Paweł Roszko (1947–1948)
10. Mieczysław Prażmowski (1949–1954)
11. Mateusz Pater (1954–1955)
12. Antoni Jackowski (1955–1956)
13. Wacław Szyguła (1956–1959)
14. Ludwik Graja (1959–1972)
15. Czesław Skrzypek (1972–1981)
16. Wojciech Banasiewicz (1981–1987)
17. Andrzej Pietrucha (1987–1990)
18. Marek Rybarczyk (1990–1991)
19. Emilia Jackowska (1991–2001)
20. Alina Chojnacka (2001–2021)
21. Danuta Eckert (od 2021)

Źródło:.

### Pedagodzy

#### Do 1939
- Tadeusz Adamczyk (1893–1944) – propedeutyka filozofii, dyrektor w latach 1934–1935;
- Mieczysław Balcer (1906–1995) – gimnastyka;
- Jan Berger (1889–1957) – język łaciński, historia;
- Antoni Borzucki (1858–1928) – język łaciński, historia, dyrektor w latach 1919–1928;
- Oskar Callier (1846–1929) – język francuski, matematyka;
- Kazimierz Cwojdziński (1878–1949) – matematyka;
- Leon Dołżycki (1888–1965) – rysunek, gimnastyka;
- Włodzimierz Dworzaczek (1905–1988) – język polski, historia, geografia;
- Lesław Eustachiewicz (1913–1998) – język polski;
- Wolf Feilchenfeld (1827–1913) – religia żydowska (do 1913)[8];
- Bonawentura Graszyński (1859–1922) – język grecki, kurs wojskowy;
- Zygmunt Irżabek (1880–1939) – język polski, język łaciński, historia, biblioteka;
- Witold Jakóbczyk (1909–1986) – historia;
- Franciszek Jaśkowiak (1903–1983) – język francuski;
- Bogumił Krygowski (1905–1977) – geografia;
- Czesław Latawiec (1902–1986) – język polski (również po 1945), dyrektor w 1945 roku;
- Edmund Łasiński (1874–1935) – przyroda, matematyka;
- Józef Łęgowski (1852–1930) – historia, język polski (w latach 1906–1915; jedyny polski nauczyciel niemieckiego gimnazjum)[8][4];
- Antoni Małłek (1851–1917) – śpiew;
- Gustaw Manitius (1880–1940) – religia ewangelicka;
- Arnold Marcinkowski (1897–1986) – religia (również po 1945);
- Piotr Miętkiewicz (1891–1957) – rysunek, gimnastyka, język niemiecki;
- Roch Morcinek (1903–1968) – historia;
- Stanisław Mróz (1890–1972) – roboty ręczne;
- Władysław Pniewski (1893–1940);
- Julian Rzóska (1900–1984) – przyroda;
- Karol Rzyski (1885–1956) – język angielski, język francuski, język niemiecki (również po 1945);
- Jan Stahr (1888–1951) – język łaciński (również po 1945);
- Wiktor Steffen (1903–1997) – język grecki, język łaciński, język niemiecki;
- Konstanty Troczyński (1906–1942) – język polski;
- Józef Widajewicz (1889–1954) – geografia, historia, język polski;
- Juliusz Willaume (1904–1980) – geografia, historia.

#### Po 1945
- Antoni Grochowalski (ur. 1939) – wychowanie muzyczne;
- Jan Grzegorzewski (1914–2008) – wychowanie plastyczne;
- Wiktor Jankowski (1913–1996) – matematyka;
- Czesław Latawiec (1902–1986) – język polski (również przed 1939), dyrektor w 1945 roku;
- Arnold Marcinkowski (1897–1986) – religia (również przed 1939);
- Marcin Mortka (ur. 1976) – język angielski;
- Karol Rzyski (1885–1956) – język angielski, język francuski (również przed 1939);
- Lech Słowiński (1922–2005) – język polski;
- Jan Stahr (1888–1951) – język łaciński, propedeutyka filozofii (również przed 1939);
- Włodzimierz Staś (1925–2011) – matematyka, fizyka;
- Ferdynand Szumlas (1924–1979) – chemia;
- Piotr Walerych (ur. 1958) – pnos, historia;
- Wacław Wróblewski (1924–2011) – wychowanie fizyczne.

Źródło:.

### Absolwenci
- Józef Kostrzewski (matura 1907) – archeolog, muzeolog, profesor UAM[8];
- Ernst Kantorowicz (matura 1913) – historyk, mediewista[8];
- Jarosław Naleszkiewicz (matura 1921) – profesor, konstruktor lotniczy;
- Juliusz Willaume (matura 1922) – historyk XIX wieku, działacz polityczny, w okresie międzywojennym nauczyciel w „Marcinku”;
- Włodzimierz Trzebiatowski (matura 1924) – chemik, profesor Uniwersytetów Lwowskiego i Wrocławskiego;
- Franciszek Jaśkowiak (matura 1925) – krajoznawca, orędownik ochrony przyrody;
- Tadeusz Breza (matura 1926) – pisarz, krytyk teatralny, dyplomata;
- Stanisław Kasznica (matura 1927) – ostatni Komendant Główny ZSZ;
- Kazimierz Flatau (matura 1928) – klawesynista i fizyk;
- Zbigniew Kiedacz (matura 1928) – pułkownik WP, dowódca 15 Pułku Ułanów Poznańskich;
- Jerzy Preyss-Waldorff (matura 1928) – pisarz i publicysta muzyczny (wychowanek Gimnazjum św. Marii Magdaleny w Poznaniu);
- Leonard Subera (matura 1928) – polski duchowny katolicki, profesor zwyczajny i dziekan Wydziału Prawa Kanonicznego Akademii Teologii Katolickiej w Warszawie;
- Piotr Zaremba (matura 1928) – urbanista, pierwszy polski prezydent Szczecina;
- Kirył Sosnowski (matura 1929) – działacz obozu narodowego, członek ZWZ-AK, współzałożyciel konspiracyjnej organizacji Ojczyzna;
- Jan Kasznica (matura 1930) – żołnierz kampanii wrześniowej;
- Alfons Klafkowski (matura 1931) – prawnik, profesor UAM, prezes Trybunału Konstytucyjnego w latach 1985–1989;
- Kazimierz Dux (matura 1933) – lekarz onkolog;
- Włodzimierz Gedymin (matura 1934) – pilot wojskowy w kampanii wrześniowej, żołnierz ZWZ-AK;
- Stefan Borsukiewicz (matura 1938) – poeta, żołnierz 1 Samodzielnej Brygady Spadochronowej;
- Janusz Przybysz (matura 1946) – prozaik, satyryk;
- Stefan Stuligrosz (matura 1946) – dyrygent, chórmistrz, twórca chóru Poznańskie Słowiki (wychowanek Gimnazjum św. Marii Magdaleny w Poznaniu);
- Czesław Mielcarski (matura 1947) – botanik;
- August Chełkowski (matura 1948) – działacz harcerski, senator, marszałek senatu pierwszej kadencji;
- Zdzisław Krasiński (matura 1949) – ekonomista, profesor nadzwyczajny, minister, członek Rady Ministrów PRL w latach 1981–1985;
- Ryszard Danecki (matura 1950) – poeta, prozaik, tłumacz poezji angielskiej, rosyjskiej i niemieckiej;
- Antoni Gąsiorowski (matura 1950) – historyk, profesor PAN;
- Lech Konopiński (matura 1950) – poeta, satyryk;
- Antoni Dziatkowiak (matura 1951) – kardiochirurg;
- Marek Sewen, właśc. Henryk Ładoga (matura 1951) – kompozytor i dyrygent;
- Lech Trzeciakowski (matura 1951) – historyk, profesor UAM;
- Dariusz Świerczewski (matura 1954) – koszykarz, olimpijczyk z Rzymu 1960;
- Andrzej Legocki (matura 1956) – chemik i biolog molekularny, profesor PAN;
- Bogdan Marciniec (matura 1958) – profesor chemii, rektor UAM;
- Paweł Łączkowski (matura 1961) – wicepremier w rządzie Hanny Suchockiej;
- Janusz Nyczak (matura 1961) – reżyser teatralny, laureat Nagrody im. Konrada Swinarskiego;
- Krzysztof Szyfter (matura 1962) – genetyk, chemik, profesor nauk medycznych;
- Stanisław Barańczak (matura 1964) – poeta, tłumacz, krytyk literacki;
- Wojciech Kruk (matura 1964) – biznesmen i senator;
- Jarogniew Krüger (matura 1964) – żeglarz, olimpijczyk z Moskwy 1980;
- Andrzej Sobczak (matura 1964) – pisarz, satyryk, prezenter radiowy, felietonista;
- Filip Bajon (matura 1965) – reżyser filmowy;
- Marek Karpiński (matura 1965) – informatyk i matematyk, profesor Uniwersytetu w Bonn;
- Romuald Kujawski (matura 1965) – biskup senior diecezji Porto Nacional w Brazylii;
- Lech Łotocki (matura 1965) – aktor teatralny i filmowy;
- Jan Węglarz (matura 1965) – informatyk, profesor Politechniki Poznańskiej;
- Grzegorz Bręborowicz (matura 1966) – profesor nauk medycznych, rektor UMP;
- Tadeusz Dziuba (matura 1966) – polityk, wojewoda wielkopolski w latach 2005–2007;
- Witold Szyfter (matura 1966) – lekarz laryngolog, profesor nauk medycznych;
- Marek Ziółkowski (matura 1966) – profesor socjologii, senator i marszałek Sejmu RP;
- Marek Jędraszewski (matura 1967) – arcybiskup Metropolita Archidiecezji Krakowskiej;
- Piotr Kamiński (matura 1967) – krytyk muzyczny, tłumacz i dziennikarz;
- Tomasz Schramm (matura 1967) – profesor historii UAM;
- Tomasz Dietl (matura 1968) – profesor fizyki PAN i UW;
- Andrzej Lesicki (matura 1968) – profesor biologii, rektor UAM;
- Zygmunt Vetulani (matura 1968) – matematyk i informatyk, profesor Uniwersytetu im. Adama Mickiewicza;
- Maciej Musiał (matura 1969) – wojewoda wielkopolski w latach 1997–1999, szef kancelarii Premiera RP w latach 2000–2001;
- Roman Słowiński (matura 1969) – informatyk, profesor Politechniki Poznańskiej;
- Wojciech Fibak (matura 1971) – tenisista, biznesmen;
- Małgorzata Hendrykowska (matura 1971) – historyk filmu;
- Marek Król (matura 1972) – wydawca i redaktor naczelny „Wprost”;
- Leszek Sikorski (matura 1974) – minister zdrowia w rządzie Leszka Millera;
- Radosław Ratajszczak (matura 1976) – prezes Ogrodu Zoologicznego we Wrocławiu;
- Julia Przyłębska z d. Żmudzińska (matura 1978) – prawniczka, prezes Trybunału Konstytucyjnego;
- Przemysław Czapliński (matura 1981) – profesor literatury;
- Katarzyna Bujakiewicz (matura 1991) – aktorka;
- Marta Szachniuk z d. Popenda (matura 1993) – profesor nauk inżynieryjno-technicznych, bioinformatyczka;
- Dominika Kulczyk (matura 1996) – prezes Kulczyk Foundation;
- Weronika Glinkiewicz (matura 1997) – żeglarka, olimpijka z Atlanty 1996;
- Przemysław Osiewicz (matura 1998) – profesor UAM;
- Sebastian Kulczyk (matura 1999) – prezes Kulczyk Investments.

Źródło:.

## Miejsce w rankingach
Miejsca w rankingach miesięcznika Perspektywy.
| Rok  | Polska      | wielkopolskie | Poznań     | Źródło |
| ---- | ----------- | ------------- | ---------- | ------ |
| 2017 | 75. miejsce | 4. miejsce    | 4. miejsce |        |
| 2018 | 89. miejsce | 6. miejsce    | 5. miejsce |        |
| 2019 | 75. miejsce | 4. miejsce    | 4. miejsce |        |
| 2020 | 86. miejsce | 5. miejsce    | 4. miejsce |        |
| 2021 | 82. miejsce | 6. miejsce    | 5. miejsce |        |
| 2022 | 85. miejsce | 5. miejsce    | 4. miejsce |        |
| 2023 | 47. miejsce | 4. miejsce    | 4. miejsce |        |
| 2024 | 53. miejsce | 4. miejsce    | 4. miejsce |        |
| 2025 | 55. miejsce | 6. miejsce    | 4. miejsce |        |

## Stowarzyszenie Wychowanków
W 1989, z inicjatywy komitetu organizacyjnego obchodów 70-lecia szkoły, powołane zostało Stowarzyszenie Wychowanków Gimnazjum i Liceum im. K. Marcinkowskiego w Poznaniu. 4 kwietnia tegoż roku zostało ono wpisane pod numerem 167 do Rejestru Stowarzyszeń i Związków Wydziału Społeczno-Administracyjnego Urzędu Wojewódzkiego w Poznaniu, a 27 września zarejestrowane pod numerem 196 w Sądzie Wojewódzkim w Poznaniu. Zebranie założycielskie odbyło się 24 kwietnia 1989. Wtedy też na prezesa stowarzyszenia wybrano Zbigniewa Krügera. Po jego rezygnacji 18 lutego 1993 jego funkcję przejął Gerard Sowiński – nauczyciel języka polskiego w latach 1964–1980. Władze stowarzyszenia wybierane są co cztery lata.
Celami Stowarzyszenia jest „utrzymanie więzi koleżeńskiej i udzielanie pomocy członkom Stowarzyszenia oraz uczniom i wychowankom szkoły, zachowanie więzi wychowanków ze szkołą oraz regionem Ziemi Wielopolskiej”. Realizuje je poprzez popularyzację wydawnictw, dotyczących historii szkoły, dokonań patrona i wychowanków; kultywowanie patriotycznych idei szkoły i patrona; udzielanie pomocy szkole przy kształceniu i wychowywaniu uczniów oraz organizację różnych spotkań, imprez i uroczystości. Od 1989 Stowarzyszenie zajmuje się organizacją, odbywających się co pięć lat, uroczystości jubileuszowych szkoły, a od 1995 również corocznymi spotkaniami z okazji pięcioletnich rocznic egzaminów dojrzałości. Od 1994 roku prowadzi także Bibliotekę Absolwentów, w której gromadzi publikacje wychowanków szkoły.

## Szkoła w kulturze
Mimo że nazwa liceum nie pada w żadnej z książek Małgorzaty Musierowicz, uznaje się, że niemal cała młodzież w Jeżycjadzie uczy się w Marcinku.
W budynku zrealizowano dwa filmy fabularne: Limuzyna Daimler-Benz z 1981 roku w reżyserii absolwenta szkoły Filipa Bajona oraz Felix, Net i Nika oraz Teoretycznie Możliwa Katastrofa z 2012 roku w reżyserii Wiktora Skrzyneckiego.
Od października 1928 roku do wybuchu II wojny światowej w szkole ukazywał się miesięcznik Orlęta, który z czasem nabrał charakteru ogólnopolskiego i zaczął być prenumerowany również za granicą. Od września 1966 przez wiele lat w szkole wydawano Tygodnik Żakowski. Reszta licznych czasopism miała charakter bardziej epizodyczny. W latach 2004–2015, nakładem wydawnictwa NAKOM, szkoła wydawała, poruszające temat polskiej edukacji, czasopismo dla nauczycieli pt. Pedagogia.
Od 2001 roku w szkole organizowany jest corocznie Poznański Festiwal Teatrów „Marcinek”, na który zjeżdżają się teatry z całej polski i zagranicy. Został on objęty patronatem medialnym TVP3 Poznań oraz Gazety Wyborczej. Dotychczas w jury zasiadali m.in. Juliusz Tyszka, Paweł Szkotak i Sergiusz Sterna-Wachowiak.
W 2016 roku szkoła, jako pierwsza w Poznaniu, otrzymała licencję na organizację lokalnej konferencji TED pod nazwą TEDxMarcinekSchool.